# ブトゥ・キュレゲン
ブトゥ・キュレゲン（モンゴル語: Butu/Буту хүргэнi,中国語: 孛禿,? - 1227年）は、13世紀初頭にチンギス・カンに仕えたイキレス部族長。チンギス・カンの娘を妻としたことから駙馬（キュレゲン）と称し、ブトゥの子孫はモンゴル帝国-大元ウルスにおいて「イキレス駙馬王家」として尊重された。『元史』などの漢文史料では孛禿/不図/不禿古堅/豹突駙馬/撥都駙馬、『集史』などのペルシア語史料ではبوتو گورکان(būtū gūrkān)と記される。

## 概要

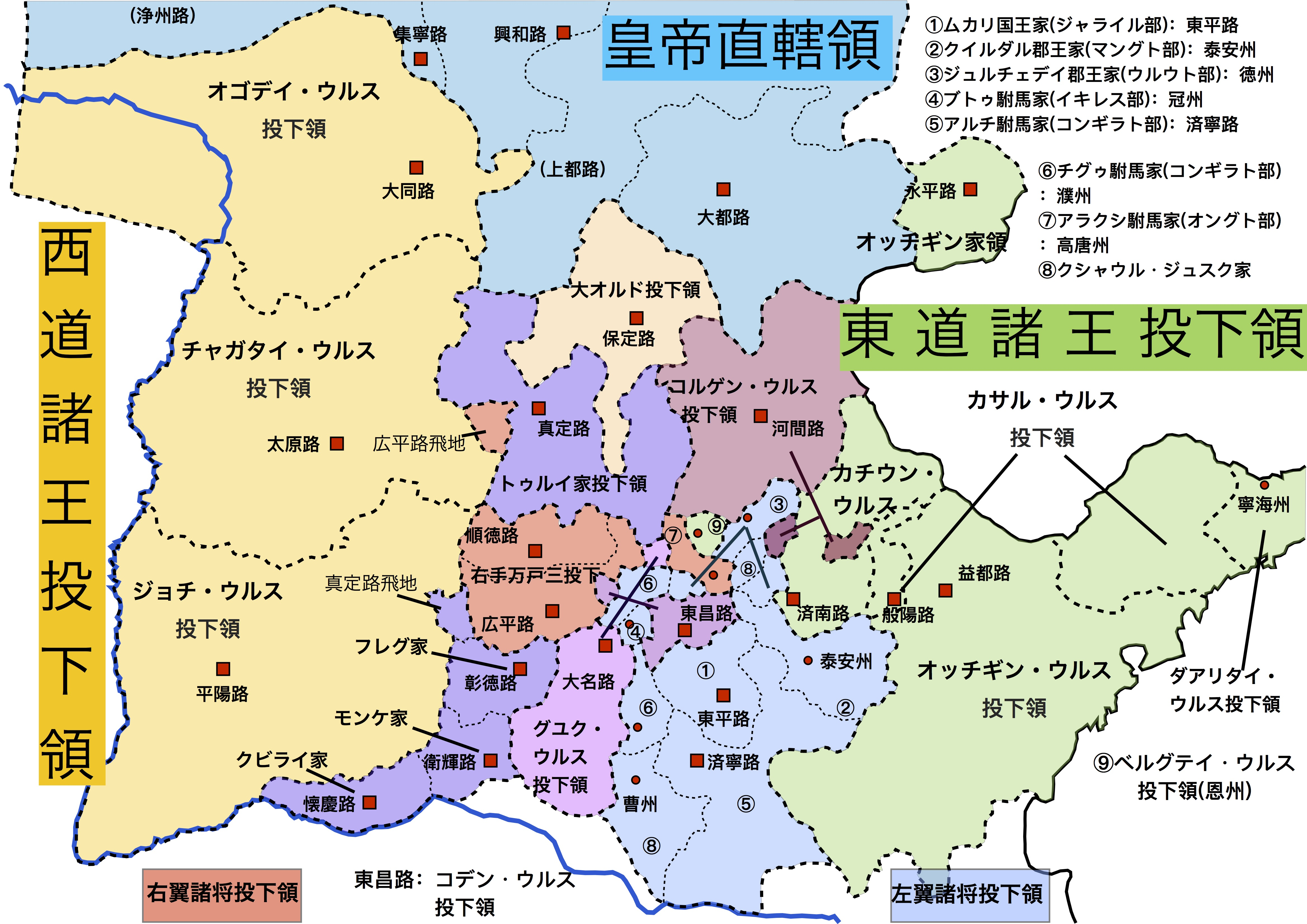
モンゴル時代の華北投下領。中央部④がブトゥ家の領地冠州

ブトゥが属するイキレス部はモンゴル部族と姻戚関係にあるコンギラト部族から分派した部族で、ブトゥの家系もまたテムジン（チンギス・カン）にとって古くからの姻族であった。『集史』はブトゥがノクズ(Nūkūz)の息子で、チンギス・カンの母ホエルンの兄弟であると記している。同じモンゴル部族に属するジャダラン氏のジャムカと決別したテムジンはモンゴル部族内の主導権を得るために他の氏族、モンゴルと同盟していた部族を調略して傘下に入れようとし、その一環としてイキレス部のブトゥにもジュルチェデイを使者として派遣した。
当時エルグネ川流域で遊牧していたブトゥはテムジンからのジュルチェデイを招き入れると羊を殺して饗するなど歓待し、さらにジュルチェデイが帰る時には疲労の溜まっていた馬に代えて自らの良馬を貸して自らの好意を示した。使者の報告を聞いて喜んだテムジンは自分の妹であるテムルンをブトゥに娶せることでブトゥ率いるイキレス部族を味方に引き入れようとした。ブトゥはテムルンとの婚姻に際して、宗族のエブゲンデイらをテムジンの下に派遣した。テムジンにブトゥが有する家畜の数を問われたエブゲンデイは馬30匹があり、その半分を以て妻を迎え入れる礼としたい答えると、テムジンは怒って「婚姻を結ぶのに財産を論じるとは、ほとんど商人のようなものではないか。古人は心を同じくするのは真に難しいと語ったものだが、朕が天下を取ろうとするに当たって、汝らイキレスの民がブトゥに従い忠義を尽くすならば、どうして返礼の財がいるだろうか」と語り、テムルンを嫁がせた。
テムジン勢力の傘下に入った後、ブトゥはテムジンの征服戦争の多くで功績を挙げた。ジャムカが3万の兵を率いて攻めてきた時にはこれを報告し、タイチウト部平定にも協力した。ナイマン部との決戦が行われた際にもブトゥはテムジンに招集され、イキレス兵を率いて参戦し功績を挙げた。ナイマン戦後、妻のテムルンが亡くなってしまったが、テムジンは改めて自身の娘コアジン・ベキを嫁がせて姻戚関係を保持した。テムジンが1206年、モンゴリアを平定してチンギス・カンとして即位すると、ブトゥはイキレス部千人隊長(Mingγan)に任ぜられた。ブトゥは『モンゴル秘史』では功臣表の87位に記され、『集史』ではチンギス・カン直属の左翼軍に属し3千人隊を束ねたことが記されている。
チンギス・カンが金朝への遠征を開始すると、ブトゥはジャライル部の国王ムカリの指揮下で参戦した。ムカリが遼西地方を征服したのに対し、ブトゥは遼西地方を平定し、この時の功績によって冠州・懿州を与えられている。この後の金朝侵攻でもイキレス部はコンギラト・ウルート・マングトとともにジャライル部の指揮下に入り、これらの5部族は「左手の五投下」と呼ばれる有力集団として知られるようになった。また、河間府・清州・滄州で叛乱が起こると、漢人の王檝とともにモンゴル・乣・漢連合軍3,000を率いてこれを鎮圧した。ブトゥはチンギス・カン晩年の西夏遠征にも従軍したが、チンギス・カンの死去と前後して病没した。ブトゥにはフルダイ（『元史』では鎖児哈）とデレケイ（『元史』では帖木干）という二人の息子がおり、二人ともチンギス・カン家との姻戚関係を結び、オゴデイ・カアンに仕えた。
『元史』では同じく駙馬王家を形成したコンギラト部のデイ・セチェン、オングト部のアラクシ・ディギト・クリとともに巻118列伝5に立伝されている。

## イキレス駙馬王家
- ノクズ（Nokuz ＞捏群/niēqún,نکوز/nukūz）
  - 昌忠武王ブトゥ・キュレゲン（Butu Küregen ＞孛禿/bótū,بوتو گورکان/būtū gūrkān）
    - 昌武定王フルダイ・キュレゲン（Huldai Küregen ＞鎖児哈/suŏérhā,هواودای گورکان/hūldāī gūrkān）
      - 忠靖王ジャクルチン（J̌aqurčin Küregen ＞札忽児臣/zhāhūérchén）
        - ユレクテイ（Yürektei ＞月列台/yuèliètái）
          - トベテイ（Töbetei ＞脱別台/tuōbiétái）

        - 昌忠宣王クリル（Quril Küregen ＞忽憐/hūlián）
          - 昌王アシク（Ašiq Küregen ＞阿失/āshī）
            - 昌王バラシリ（Balaširi Küregen ＞八剌失里/bālàshīlǐ）
              - 昌王シーラップ・ドルジ（Širap Dorǰi Küregen ＞沙藍朶児/shālánduŏér）

      - クトクタイ・カトン（Qutuqtai Qatun ＞明里忽都魯/mínglǐhūdōulŭ,قوتوقتای خاتون/qūtūqtāī khātūn）

    - デレケイ・キュレゲン（Derekei Küregen ＞帖里干/tièlǐgān,دارکی گورکان/dārkai gūrkān）
      - ブカ（Buqa ＞孛花/bóhuā）
      - ソゲドゥ（Sögedü ＞唆哥都/suōgēdōu）
        - ブリルギデイ（Bürilgidei ＞卜里吉歹/bǔlǐjídǎi）

## 昌国公主
1. 昌国大長公主テムルン(Temülün ＞帖木倫/tièmùlún)…イェスゲイ・バートルの娘で、昌忠武王ブトゥに嫁ぐ
2. 昌国大長公主コアジン・ベキ(Qoačin begi ＞火臣別吉/huŏchénbiéjí,فوجین بیکی/fūjīn bīkī)…チンギス・カンの娘で、テムルンの死後その地位を継いでブトゥに嫁ぐ
3. 昌国大長公主イキレス(Ikires ＞亦乞列思/yìqǐlièsī)…ブトゥの息子デレケイに嫁ぐ
4. 昌国大長公主チャブン(Čabun ＞茶倫/chálún,جابون/jābūn)…チンギス・カンの娘で、イキレスの死後その地位を継いでデレケイに嫁ぐ
5. 昌国大長公主アルトゥン(Altun ＞安禿/āntū)…オゴデイの息子クチュの娘で、ブトゥの息子昌武定王フルダイに嫁ぐ
6. ウルウジン公主(Yesünǰin ＞吾魯真/wúlŭzhēn)…クビライの娘で、デレケイの息子ブカに嫁ぐ
7. 昌国大長公主イェスンジン(Yesünüǰin ＞也孫真/yĕsūnzhēn)…オゴデイの息子クチュの娘で、ブトゥの息子昌武定王フルダイに嫁ぐ
8. ルルカン公主(Luluqan ＞魯魯罕/lŭlŭhǎn)…デレケイの息子ソゲドゥに嫁ぐ
9. ルルン公主(Lulun ＞魯倫/lŭlún)…ルルカンの死後、その地位を継いでデレケイの息子ソゲドゥに嫁ぐ
10. 昌国大長公主バヤルン/(Bayalun ＞伯雅倫/bǎiyǎlún)…モンケ・カーンの娘で、ジャクルチンの息子昌忠宣王クリルに嫁ぐ
11. 昌国大長公主ブラルキ/(Bulargi ＞卜蘭奚/bŭlánxī)…バヤルンの死後、その地位を継いで昌忠宣王クリルに嫁ぐ
12. ブヤンケルミシュ公主(Buyankelmiš ＞普顔可里美思/pŭyánkĕlǐmĕisī)…ソゲドゥの息子ブリルギデイに嫁ぐ
13. 昌国大長公主イリク・カヤ(Ilig qaya ＞益里海涯/yìlǐhǎiyá)…テムル・カーンの娘で、クリルの息子昌王アシクに嫁ぐ
14. 昌国大長公主マイディ(Maidi ＞買的/mǎide)…モンケ・カーンの孫娘で、イリク・カヤの死後にその地位を継いで昌王アシクに嫁ぐ
15. 昌国大長公主エル・カヤ(El qaya  ＞烟合牙/yānhéyá)…アシクの息子昌王バラシリに嫁ぐ
16. 昌国大長公主ウルク(Ürük ＞月魯/yuèlŭ)…バラシリの息子昌王シーラップ・ドルジに嫁ぐ
17. ヌウルン公主(Nu'ulun ＞奴兀倫/núwùlún)…クリルの弟ソロンガに嫁ぐ